# 花蝴蝶 (專輯)
《花蝴蝶》是臺灣歌手蔡依林的第十張原創錄音室專輯，由華納音樂和天熹娛樂於2009年3月27日。專輯由阿弟仔、李偉菘、李偲菘、馬毓芬製作。專輯在臺灣的預購量超過12萬張，創下臺灣預購量最高的紀錄。最終，專輯在臺灣銷量超過21萬張，並在全亞洲總銷量超過100萬張，亦獲得2009年臺灣年度唱片銷量第一名。

## 背景和發展
2008年7月4日，蔡依林的經紀人蔣承縉透露蔡依林將於同年8月開始錄製新專輯。同年10月14日，媒體報導蔡依林將於同年12月簽約華納音樂，並透露蔡依林於同年9月底前往美國紐約學習新舞蹈，蔣承縉表示「她正加快錄音腳步，希望年底前能推出新作」。同年11月23日，媒體指出蔡依林的新專輯將於翌年春節左右發行。
2008年12月16日，蔡依林簽約華納音樂，並透露已完成新專輯的錄製，並將開始拍攝MV。她表示專輯將收錄十首歌曲，主要以舞曲為主，但也嘗試了一些新曲風，並和飛兒樂團的阿沁合作，創作了一首抒情搖滾歌曲。
2009年1月29日，媒體報導新專輯將於同年3月底發行。同年2月27日，媒體透露蔡依林將和新人周湯豪共同演唱一首歌曲，並透露專輯的製作成本超過六千萬元。

## 創作
第一主打〈大丈夫〉和新人周湯豪共同演唱，融合了流行舞曲和嘻哈音樂，歌詞描述現代女生對男友的理想選擇標準。第二主打〈妥協〉是一首抒情搖滾歌曲，歌詞描寫了現代人常見的病態感情現象，蔡依林表示這首歌表達了她在戀愛中因為對方妥協而產生的內傷，強調愛情中應避免單方面妥協。
第三主打〈花蝴蝶〉的歌詞鼓勵女生堅持自我，無需畏懼他人眼光。第四主打〈愈慢愈美麗〉指出現代人常因為急於處理各種事務而忽略了生活的節奏，應該放慢步伐享受慢生活。第五主打〈我的依賴〉是一首溫柔的情歌，蔡依林表示此歌適合在婚禮上播放，表達永遠陪伴對方的承諾。歌曲〈愛引力〉是一首法式浪漫的情歌。
歌曲〈影舞者〉描寫在戀愛中只為對方著想的悲哀，形容這樣的愛情如同在黑暗中跳舞的舞者。歌曲〈降落傘〉表達了對愛情充滿期待的人能夠擁有如降落傘般從天而降的愛情，蔡依林表示她喜歡用比喻來表達對愛情的看法。歌曲〈你快樂我內傷〉講述三角戀愛中的一方持久的情感內傷。歌曲〈熱冬〉是一首硬核重節奏舞曲，歌詞探討現代人積極的戀愛態度，並以環保為主題。

## 主題和造型
專輯名稱「花蝴蝶」寓意「破繭重生」，蔡依林表示：「藉由這張專輯告訴所有的女生，堅持勇敢做自己，不要畏懼別人的眼光，勇敢做只美麗的花蝴蝶。」專輯正式版封面中，蔡依林身穿The Blonds設計的五彩洋裝。

## 發行和宣傳
2009年3月4日，專輯在臺灣7-Eleven開放預購。同月12日，專輯在臺灣其他唱片銷售通路開放預購。同日，蔡依林在臺北市舉辦專輯試聽會。同月23日，華納音樂宣布將和中華電信合作發行專輯的數位版本，並額外收錄幕後花絮影片和〈花蝴蝶〉的MV，蔡依林因此成為臺灣首位發行數位專輯的歌手。
同月28日，蔡依林在新竹市中華大學展開「花蝴蝶校園巡迴演唱會」。同年4月7日，媒體報導蔡依林因舊患復發及通告勞累，決定取消原計劃於同年9月開始的新巡演，該巡演原定於中國大陸、新加坡、馬來西亞等地舉行約十場。經紀人蔣承縉表示蔡依林可能會從9月起休假至年底。
同年5月9日，蔡依林在臺中市舉辦「花蝴蝶慶功演唱會」。同月22日，發行專輯的改版「華麗蛻變終極版」，並額外收錄五支MV。同月，蔡依林因舊患復發，取消了「花蝴蝶校園巡迴演唱會」後續場次，最終僅演唱四場。

### 單曲和音樂影片

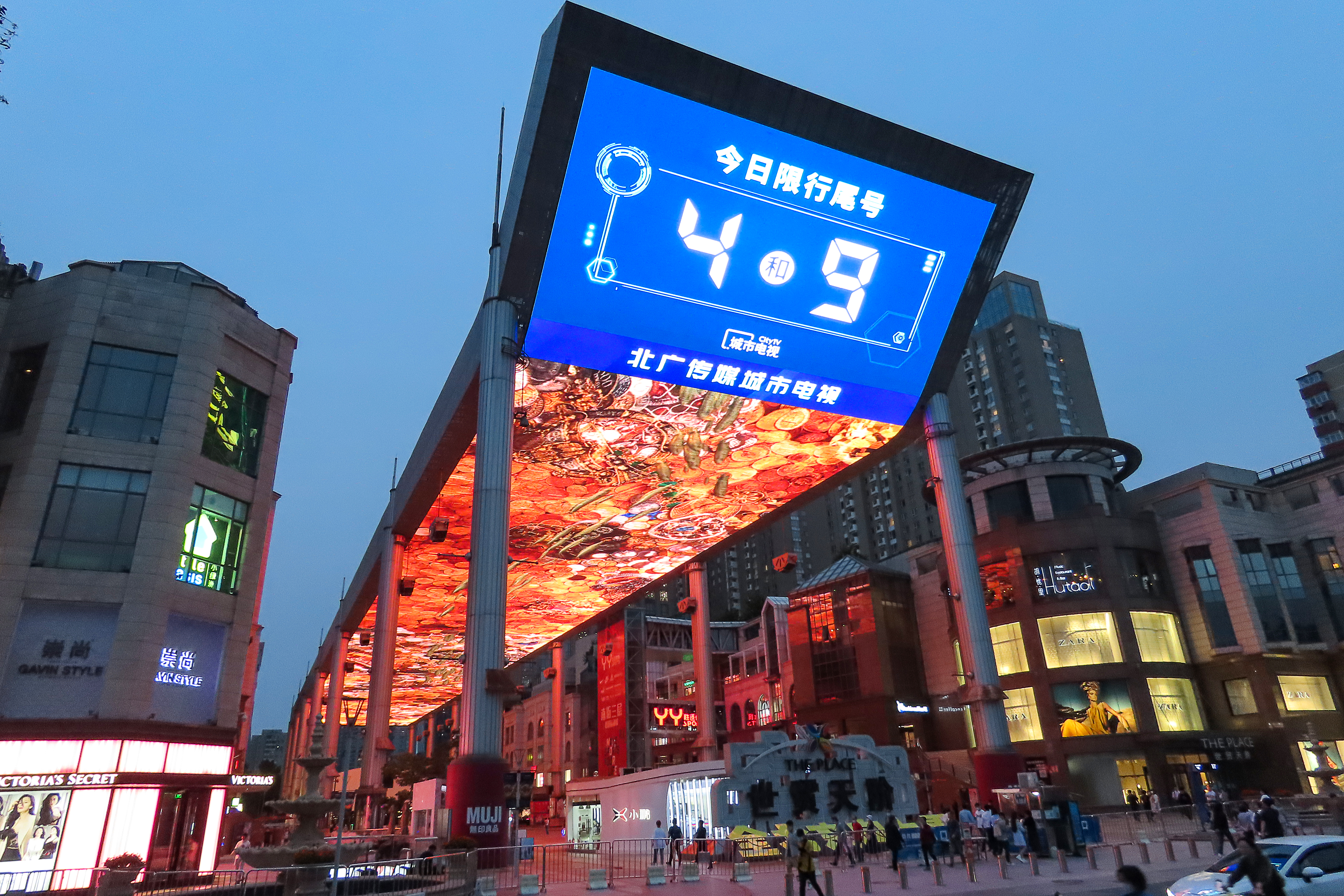
歌曲〈大丈夫〉的MV於中國北京市世貿天階舉辦首播會。

2009年3月8日，蔡依林發行歌曲〈大丈夫〉的MV並在北京市舉辦首播會，該活動斥資新臺幣85萬元。MV由賴偉康執導，舞蹈編排由Jonte' Moaning負責。同月9日，蔡依林發行單曲〈大丈夫〉。同月23日，蔡依林發行〈妥協〉的MV，該MV由徐筠軒執導，並邀請阮經天參演。
同月30日，蔡依林發行〈花蝴蝶〉MV，MV由賴偉康執導，舞蹈編排由Bobby Newberry負責。蔡依林在MV中演繹芭蕾舞鞭轉技巧，並表示她為了學習芭蕾舞花了三個月的時間。同年4月14日，蔡依林發行〈愈慢愈美麗〉MV，由賴偉康執導。同月24日，發行〈我的依賴〉MV，該MV由徐筠庭執導，並邀請陳意涵和鄒承恩參與演出。

### 現場表演
2009年4月2日，蔡依林參加錄製安徽衛視綜藝節目《星光魔範生》，並演唱〈花蝴蝶〉、〈大丈夫〉和〈妥協〉。同月3日，蔡依林參加湖北衛視綜藝節目《音樂集結號》，演唱〈花蝴蝶〉、〈愈慢愈美麗〉和〈妥協〉。同月5日，蔡依林參加湖南衛視綜藝節目《快樂大本營》，演唱〈大丈夫〉和〈妥協〉。同月26日，蔡依林參加「2009年Music Radio中國Top排行榜頒獎典禮」，並演唱〈花蝴蝶〉和〈大丈夫〉。同年5月2日，蔡依林參加「2009勁歌金曲優秀選第一回」，並演唱〈大丈夫〉。同年7月11日，蔡依林參加中國中央電視台綜藝節目《同一首歌》，演唱〈花蝴蝶〉。
同年8月8日，蔡依林參加錄製浙江衛視綜藝節目《百事群音》，演唱〈妥協〉。同月9日，蔡依林參加「2009新城國語力頒獎禮」，並演唱〈妥協〉、〈大丈夫〉和〈熱冬〉。同年9月2日，蔡依林參加錄製北京衛視綜藝節目《超級訪問》，演唱〈妥協〉。2010年1月24日，蔡依林參加「第5屆KKBox數位音樂風雲榜頒獎典禮」，並演唱〈妥協〉。同年2月12日，蔡依林參加「太陽的故鄉·花蓮閃耀演唱會」，演唱〈大丈夫〉和〈妥協〉。同年4月24日，蔡依林參加「2010年Music Radio中國Top排行榜頒獎典禮」，演唱〈花蝴蝶〉。

## 商業表現
2009年3月29日，華納音樂表示該專輯在臺灣的預購量超過12萬張。同年6月2日，蔡依林在北京市舉辦專輯慶功記者會，並透露該專輯在亞洲的總銷量超過100萬張。該專輯在臺灣的佳佳唱片、玫瑰大眾和五大唱片等唱片銷售排行榜週榜中均獲得第一名的最高成績。截至2009年12月31日，該專輯在臺灣的銷量超過21萬張，並獲得玫瑰大眾和五大唱片等唱片銷售排行榜年度第一名，成為臺灣年度唱片銷量第一名。此外，歌曲〈大丈夫〉和〈花蝴蝶〉分別獲得2009年臺灣Hit FM年度百首單曲第25名和第10名。

## 評價
| 評論得分             | 評論得分 |
| 來源                 | 評分     |
| -------------------- | -------- |
| Freshmusic           | [ 53 ]   |
| 《南方都市報》       | [ 54 ]   |
| 《Smart Info資訊報》 | [ 55 ]   |
| 《新京報》           | [ 56 ]   |

網易娛樂評論指出：「整體來看，《花蝴蝶》是一張少有的絕對高水準的商業流行『跳唱專輯』。10首歌，驚喜連連，絕無冷場」，並指出《花蝴蝶》對於蔡依林而言，除了舞蹈的精進，慢歌的演繹也達到了新的層次。《Smart Info資訊報》則給予該專輯3/5的評分，並認為專輯選曲流行，儘管「驚喜誠意突破欠奉」，但足以交差，並表示蔡依林在音樂路上的勇氣未能與她在舞蹈和體能上的挑戰相匹配。
網易娛樂評論亦認為，蔡依林的現狀反映了華語流行樂壇的問題，即舞曲製作的怪圈。雖然舞曲在流行樂壇中占有重要地位，且部分歌手和組合必須涉及這類作品，但製作人無法創作出真正優質的舞曲，最終只能模仿歐美經驗，這使得專輯面臨比較與對照。Freshmusic則給該專輯5/10的評分，並表示，如果這是新人的作品可能會得到較好的評價，但作為華人最賣座的天后轉換唱片公司後的專輯，失望之情難以回收。

## 獎項
2009年5月3日，歌曲〈大丈夫〉獲得2009勁歌金曲優秀選第一回最受歡迎華語歌曲。同年8月9日，蔡依林憑藉該專輯獲得2009新城國語力頒獎禮新城國語力年度歌手、新城國語力全球跳唱歌手大獎和新城國語力全球至尊舞台大獎，歌曲〈大丈夫〉獲得新城國語力跳舞歌曲，歌曲〈妥協〉獲得新城國語力歌曲。
同年12月20日，蔡依林憑藉該專輯獲得2009中國移動無線音樂咪咕匯無線音樂全曲下載專輯最暢銷女歌手和無線音樂最暢銷女歌手。2010年1月23日，歌曲〈大丈夫〉獲得第一屆My Astro至尊流行榜至尊舞曲和至尊金曲20。同月24日，蔡依林憑藉該專輯獲得第五屆KKBox數位音樂風雲榜10大風雲歌手。同月31日，歌曲〈妥協〉和〈大丈夫〉獲得百度娛樂沸點2009年度盤點最熱門十大金曲。
同年4月11日，蔡依林憑藉該專輯獲得音樂風雲榜十年盛典十年最具影響力港台音樂人物，歌曲〈花蝴蝶〉獲得十年港台十大金曲。同月24日，蔡依林憑藉該專輯獲得2010年Music Radio中國Top排行榜年度最佳港台女歌手，該專輯獲得年度最佳港台唱片，歌曲〈花蝴蝶〉獲得港台年度金曲。同年，該專輯獲得2010年Hito流行音樂獎蟬連冠軍最久專輯，歌曲〈大丈夫〉獲得年度十大華語歌曲。

## 曲目
| 《花蝴蝶》——正式版 | 《花蝴蝶》——正式版                   | 《花蝴蝶》——正式版            | 《花蝴蝶》——正式版                                             | 《花蝴蝶》——正式版 | 《花蝴蝶》——正式版 | 《花蝴蝶》——正式版 |
| 曲序               | 曲目                                 |                               | 作曲                                                           | 编曲               | 製作人             | 时长               |
| ------------------ | ------------------------------------ | ----------------------------- | -------------------------------------------------------------- | ------------------ | ------------------ | ------------------ |
| 1.                 | 花蝴蝶（Butterfly）                  | 嚴云農                        | - Anders Kjer - David Clewett - Alice Gernandt                 | 小安               | 阿弟仔             | 3:10               |
| 2.                 | 愛引力（Love Attraction）            | 晴天                          | - Michel Daudin - Matthieu Chedid                              | Derek Chua         | 李偉菘             | 2:40               |
| 3.                 | 影舞者（The Shadow Dancer）          | 陳鎮川                        | - Christian Lindberg - Ivar Lisinski - Billy Mann              | - 呂紹淳 - 韓星洲  | 阿弟仔             | 3:40               |
| 4.                 | 妥協（Compromise）                   | Wonderful                     | - 阿沁 - Real Band                                             | Martin Tang        | 李偲菘             | 4:24               |
| 5.                 | 大丈夫（Real Man）                   | 陳鎮川                        | - Jonas Jeberg - Mikkel Sigvardt - Mich Hansen - Nina Woodford | 小安               | 阿弟仔             | 3:19               |
| 6.                 | 降落傘（Parachute）                  | 陳穎見                        | 陳穎見                                                         | 洪敬堯             | 馬毓芬             | 4:34               |
| 7.                 | 愈慢愈美麗（Slow Life）              | 陳鎮川                        | Thomas Eriksson                                                | 廖偉傑             | 阿弟仔             | 3:02               |
| 8.                 | 我的依賴（Accompany with Me）        | 姚若龍                        | 易桀齊                                                         | 吳慶隆             | 馬毓芬             | 4:20               |
| 9.                 | 你快樂我內傷（You Hurt My Feelings） | 林夕                          | 陳威全                                                         | Martin Tang        | 李偲菘             | 4:28               |
| 10.                | 熱冬（Hot Winter）                   | - Wonderful - 周啟民 - 陳天佑 | - Mikkel Sigvardt - Thomas Troelsen                            | 廖偉傑             | 阿弟仔             | 3:51               |
| 总时长：           | 总时长：                             | 总时长：                      | 总时长：                                                       | 总时长：           | 总时长：           | 37:28              |

| 《花蝴蝶》——正式版（DVD） | 《花蝴蝶》——正式版（DVD） | 《花蝴蝶》——正式版（DVD） |
| 曲序                      | 曲目                      | 时长                      |
| ------------------------- | ------------------------- | ------------------------- |
| 1.                        | 大丈夫（舞蹈版MV）        | 3:36                      |
| 2.                        | 花蝴蝶（舞蹈版MV）        | 3:08                      |
| 3.                        | 大丈夫（舞蹈分解教學）    | 20:05                     |
| 4.                        | 花蝴蝶（舞蹈分解教學）    | 13:46                     |
| 总时长：                  | 总时长：                  | 40:35                     |

| 《花蝴蝶》——獨家數位專輯紀念版（數位下載） | 《花蝴蝶》——獨家數位專輯紀念版（數位下載） | 《花蝴蝶》——獨家數位專輯紀念版（數位下載） |
| 曲序                                       | 曲目                                       | 时长                                       |
| ------------------------------------------ | ------------------------------------------ | ------------------------------------------ |
| 1.                                         | 花蝴蝶（MV）                               | 3:22                                       |
| 总时长：                                   | 总时长：                                   | 3:22                                       |

| 《花蝴蝶》——華麗蛻變終極版（DVD） | 《花蝴蝶》——華麗蛻變終極版（DVD） | 《花蝴蝶》——華麗蛻變終極版（DVD） |
| 曲序                              | 曲目                              | 时长                              |
| --------------------------------- | --------------------------------- | --------------------------------- |
| 1.                                | 大丈夫（MV）                      | 3:44                              |
| 2.                                | 妥協（MV）                        | 4:22                              |
| 3.                                | 花蝴蝶（MV）                      | 3:22                              |
| 4.                                | 愈慢愈美麗（MV）                  | 3:01                              |
| 5.                                | 我的依赖（MV）                    | 4:26                              |
| 总时长：                          | 总时长：                          | 18:55                             |

## 幕後人員
該人員名單摘自專輯內頁。
- 陳天佑—母帶後期處理製作人
- Yasuji Yasman Maeda—母帶後期處理錄音師
- Tsubasa Yamazaki—母帶後期處理錄音助理
- Bernie Grundman Mastering—母帶後期處理錄音室

曲目 #1
- 沈聖哲—執行製作
- 小安—吉他
- 楊依惠—人聲效果
- 阿弟仔—和聲編寫
- 蔡依林—和聲
- 陳文駿—錄音師
- 強力錄音室—錄音室、混音室
- 王俊傑—混音師

曲目 #2
- 林淑華—執行製作
- Derek Chua—吉他
- 陳秀珠—和聲編寫、和聲
- 葉育軒—錄音師
- 陳伯豪—混音工程師
- 方志學—混音製作助理
- 高男—混音製作助理
- 白金錄音室—錄音室、混音室
- 飛耳凡錄音室—錄音室、混音室

曲目 #3
- 沈聖哲—執行製作
- 阿弟仔—和聲編寫
- 蔡依林—和聲
- 陳文駿—錄音師
- 強力錄音室—錄音室、混音室
- 王俊傑—混音師

曲目 #4
- 林淑華—執行製作
- 蕭賀碩—和聲編寫、和聲
- 葉育軒—錄音師
- 陳伯豪—混音工程師
- 方志學—混音製作助理
- 高男—混音製作助理
- 白金錄音室—錄音室、混音室
- 飛耳凡錄音室—錄音室、混音室

曲目 #5
- 沈聖哲—執行製作
- 小安—吉他
- 阿弟仔—和聲編寫
- 蔡依林—和聲
- 周湯豪—和聲
- 陳文駿—錄音師
- 強力錄音室—錄音室、混音室
- 王俊傑—混音師

曲目 #6
- 倪方來—吉他
- 馬毓芬—和聲編寫、和聲
- 鐘國泰—錄音師、混音師
- 白金錄音室—錄音室、混音室

曲目 #7
- 沈聖哲—執行製作
- 阿弟仔—和聲編寫
- 蔡依林—和聲
- 陳文駿—錄音師
- 強力錄音室—錄音室
- 樊乃綱—混音師
- 有禾錄音室—混音室

曲目 #8
- 倪方來—吉他
- 馬毓芬—和聲編寫、和聲
- 蔡依林—和聲
- 鐘國泰—錄音師、混音師
- 葉育軒—錄音師
- 白金錄音室—錄音室、混音室

曲目 #9
- 李偉菘—混音製作人
- 林淑華—執行製作
- Martin Tang—吉他
- 蕭賀碩—和聲編寫、和聲
- 葉育軒—錄音師
- 陳伯豪—混音工程師
- 方志學—混音製作助理
- 高男—混音製作助理
- 白金錄音室—錄音室、混音室
- 飛耳凡錄音室—錄音室、混音室

曲目 #10
- 沈聖哲—執行製作
- 阿弟仔—和聲編寫、和聲
- 蔡依林—和聲
- 陳文駿—錄音師
- 強力錄音室—錄音室
- 樊乃綱—混音師
- 有禾錄音室—混音室

## 發行歷史
| 地區     | 日期          | 版本                                         | 格式     | 經銷商   |
| -------- | ------------- | -------------------------------------------- | -------- | -------- |
| 全球     | 2009年3月27日 | 正式版                                       | 串流媒體 | 天熹娛樂 |
| 馬來西亞 | 2009年3月27日 | 正式版                                       | CD       | 華納音樂 |
| 馬來西亞 | 2009年5月22日 | 華麗蛻變終極版                               | CD+DVD   | 華納音樂 |
| 臺灣     | 2009年3月27日 | 正式版                                       | CD+DVD   | 華納音樂 |
| 臺灣     | 2009年3月27日 | 目眩迷彩豪華限定版 閃爍芭蕾重量限定版        | CD       | 華納音樂 |
| 臺灣     | 2009年3月27日 | 獨家數位專輯紀念版                           | 數位下載 | 華納音樂 |
| 臺灣     | 2009年5月22日 | 華麗蛻變終極版                               | CD+DVD   | 華納音樂 |
| 香港     | 2009年3月27日 | 正式版 限量版 熱購限量版                     | CD       | 華納音樂 |
| 香港     | 2009年5月22日 | 華麗蛻變終極版                               | CD+DVD   | 華納音樂 |
| 新加坡   | 2009年3月27日 | 正式版 限量版 豪華限量版                     | CD       | 華納音樂 |
| 新加坡   | 2009年5月22日 | 華麗蛻變終極版                               | CD+DVD   | 華納音樂 |
| 中國大陸 | 2009年3月27日 | 正式版 幻影迷彩專屬限定版 晶彩芭蕾豪華限定版 | CD       | 天凱唱片 |
| 中國大陸 | 2009年5月22日 | 華麗蛻變終極版                               | CD+DVD   | 天凱唱片 |

## 外部連結
- YouTube上的《花蝴蝶》播放列表